# Viniegra de Abajo
Viniegra de Abajo és un municipi de la Rioja, a la regió de la Rioja Alta. Es troba fent límit entre el Camero Nuevo i la Sierra de la Demanda, en el que es coneix com la subcomarca de l'Alt Najerilla. Per Viniegra passa el riu Urbión, un riu que neix en els Picos de Urbión, que estan dintre del terme municipal de la població.

## Història
La troballa de tombes i un deixant visigòtica en el recinte urbà testimonien l'antiguitat de la fundació de la vila. En 1366 va ser inclosa amb la denominació de Viniegra de Yuso, entre les localitats del Senyoriu de Cameros, que seria cedit per Enric II de Trastámara a Juan Ramírez de Arellano pel seu recolzo en la lluita contra Pere I el Cruel. Des de llavors va pertànyer al senyoriu dels comtes d'Aguilar i Inestrillas, hereus del domini de Cameros, segons apareix constatat en el Cadastre del Marquès d'Ensenada del 1751. Després de la desaparició dels senyorius, en 1811, es va convertir en vila exempta de la província de Sòria, fins a la creació de la província de Logronyo el 30 de novembre de 1833.

## Economia
- Es basa fonamentalment en la ramaderia ovina, caprina, vacuna i caballar. La seva llarga tradició trashumante rememora èpoques d'esplendor en els segles XVI i següents.
- També posseïx explotacions forestals en choperas, pinedes, encinares i restes degradades de la roureda autòctona.
- Les truites dels seus vedats donen merescuda fama a les carcavas per les quals fluïxen els seus rius, el Najerilla, l'Urbión i afluents.
- La caça del senglar i cabirol juntament amb els passos de coloma li donen altre al·licient addicional a Viniegra para els aficionats a l'esport cinegètic.
- L'agricultura es basa exclusivament en les hortes per a consum propi que es conreen als voltants del poble.